# コルピッツ発振回路

コルピッツ発振回路の図式的な回路図

コルピッツ発振回路（コルピッツはっしんかいろ、英: Colpitts oscillator）は、LC発振回路の一種。

## 概要
コルピッツ発振回路は1918年にEdwin Henry Colpittsによって考案された発振回路で能動素子と2個のコンデンサの直列合成容量とコイルのインダクタンスによって発振周波数が決まる。
フィードバック回路が発振するためには帰還される信号の位相が入力と同じ位相であり、かつ帰還される信号が入力した信号よりも大きい（帰還ゲインが1以上)という条件を満たす必要がある。
コルピッツ発振回路の利点は次の通り。
- ハートレー発振回路よりも高い周波数の発振に適する[2]。
- コイルを水晶振動子に置き換えることにより、周波数精度や安定性に優れた発振回路が構成できる。

## 利用
コルピッツ発振回路を改良したクラップ発振回路とともに，数MHz以上の比較的高い周波数帯の発振回路として使用される。
水晶振動子を用いて回路を構成する際、これに組み合わせるコンデンサの合計容量が水晶振動子の仕様にある負荷容量に近くなるようにする必要がある。負荷容量は10～20pF程度となることが多い。コンデンサの合計容量は能動素子への入力容量を含むことに注意する。